# Wolf Klinz
Wolf Klinz, né le 13 septembre 1941 à Vienne, est un homme politique
allemand. Membre du Parti libéral-démocrate, il est député européen de 2004 à 2014 puis à partir de novembre 2017.

## Biographie
Il a été élu député européen lors des élections européennes de 2004.
Au cours de la 7e législature, il siège au sein de l'Alliance des démocrates et des libéraux pour l'Europe. Il est président de la commission spéciale sur la crise financière, économique et sociale entre 2009 et 2011.
En novembre 2017, il réintègre le Parlement européen à la suite de la démission de Michael Theurer.